# Голобоков, Николай Семёнович
Николай Семёнович Голобо́ков — советский хозяйственный и политический деятель.

## Биография
Родился в 1906 году в Егорлыке. Член ВКП(б).
Окончил Московский нефтяной институт.
В 1931—1947 годы — инженерный и руководящий работник треста «Калининнефть» УзССР.
В 1947—1957 годы — начальник управления треста «Татнефтегазразведка».
За открытие нового крупного нефтяного месторождения был в составе коллектива удостоен Сталинской премии за выдающиеся изобретения и коренные усовершенствования методов производственной работы 1950 года.
В 1957—1959 годы — начальник отдела нефтяного управления Татарского совнархоза.
В 1959—1962 годы — начальник управления треста «Узбекнефтегазразведка».
Делегат XXII съезда КПСС.
Умер в 1996 году в Казани.

## Награды
- два ордена Трудового Красного Знамени
- орден Знак Почёта
- Сталинская премия второй степени (1950) — за открытие нового крупного нефтяного месторождения